# Qualificazioni alla Coppa dei Caraibi 2007
Sono elencate di seguito le date e i risultati per le qualificazioni alla Coppa dei Caraibi 2007.

## Formula
30 membri CFU: Trinidad e Tobago (come paese ospitante) è qualificato direttamente. Aruba, Guyana francese, Montserrat, Porto Rico e Sint Maarten si ritirano prima del sorteggio. Rimangono 24 squadre per 7 posti disponibili per la fase finale. Le Isole Vergini Britanniche si ritirano dopo il sorteggio per l'impossibilità a creare una squadra, mentre la Rep. Dominicana si ritira dopo la seconda fase per problemi economici. Le qualificazioni si dividono in tre fasi: 
- Prima fase - 24 squadre, divisi in 6 gruppi, giocano partite di sola andata; le prime e le seconde classificate accedono alla seconda fase.
- Seconda fase - 12 squadre, divisi in 3 gruppi, giocano partite di sola andata; le prime e le seconde classificate si qualificano alla fase finale, le terze classificate accedono ai playoff.
- Playoff - 3 squadre, giocano partite di sola andata; la prima classificata si qualifica alla fase finale.

## Prima fase

### Gruppo 1
| Arbitro: | Angela |

|  |           |                                                        |
|  | Marcatori | 4’ Richardson 16’ 73’ Codrington 43’ Jerome 90’ Abrams |

| Arbitro: | Minyetty |

|          |           |            |
| Maria 1’ | Marcatori | 52’ Rennie |

| Arbitro: | Davis |

|              |           |  |
| Kinsaini 35’ | Marcatori |  |

| Arbitro: | Suazo |

|  |           |                                                                |
|  | Marcatori | 31’ Richardson 58’ Codrington 65’ Bishop 84’ Abrams 89’ Jerome |

| Arbitro: | Angela |

|  |           |            |
|  | Marcatori | 46’ Bishop |

| Arbitro: | Suazo |

|  |           |              |
|  | Marcatori | 5’ Grootfaam |

| Pos | Squadra          | P.ti | G | V | N | P | GF | GS | DR |
| --- | ---------------- | ---- | - | - | - | - | -- | -- | -- |
| 1   | Guyana           | 9    | 3 | 3 | 0 | 0 | 11 | 0  | 11 |
| 2   | Suriname         | 6    | 3 | 2 | 0 | 1 | 2  | 5  | -3 |
| 3   | Grenada          | 1    | 3 | 0 | 1 | 2 | 1  | 3  | -2 |
| 4   | Antille Olandesi | 1    | 3 | 0 | 1 | 2 | 1  | 7  | -6 |

Guyana e Suriname qualificate alla seconda fase.

### Gruppo 2
| Arbitro: | Campbell |

|           |           |            |
| Ifill 42’ | Marcatori | 60’ Harris |

| Arbitro: | Wijngaarde |

|                                               |           |                                          |
| Byers 8’ (rig.) 16’ 71’ Thomas 29’ Thomas 90’ | Marcatori | 13’ St. Hillaire 51’ Assent 90’ O'Connor |

| Arbitro: | Phillips |

|              |           |                                            |
| O'Connor 22’ | Marcatori | 14’ 68’ Isaac 30’ 46’ 79’ Lake 81’ Francis |

| Arbitro: | Frederick |

|           |           |                                      |
| Byers 16’ | Marcatori | 44’ Williams 58’ McCammon 90’ Lovell |

| Arbitro: | Wijngaarde |

|                                                    |           |            |
| McCammon 35’ 44’ 76’ Ifill 40’ 58’ 83’ Neblett 75’ | Marcatori | 48’ Connor |

| Arbitro: | Campbell |

|             |           |  |
| Gregory 77’ | Marcatori |  |

| Pos | Squadra             | P.ti | G | V | N | P | GF | GS | DR  |
| --- | ------------------- | ---- | - | - | - | - | -- | -- | --- |
| 1   | Barbados            | 7    | 3 | 2 | 1 | 0 | 11 | 3  | +8  |
| 2   | Antigua e Barbuda   | 6    | 3 | 2 | 0 | 1 | 7  | 6  | +1  |
| 3   | Saint Kitts e Nevis | 4    | 3 | 1 | 1 | 1 | 7  | 3  | +4  |
| 4   | Anguilla            | 0    | 3 | 0 | 0 | 3 | 5  | 18 | -13 |

Barbados e Antigua e Barbuda qualificate alla seconda fase.

### Gruppo 3
| Charlotte Amalie 27 settembre 2006 | Rep. Dominicana | 3 – 0 | Isole Vergini Britanniche | Lionel Roberts Park |

NB: incontro vinto a tavolino da Rep. Dominicana
| Arbitro: | Small |

|  |           |                                                               |
|  | Marcatori | 1’ 36’ Steede 31’ 54’ Coddington 38’ Barry Nusum 90’ Jennings |

| Charlotte Amalie 29 settembre 2006 | Isole Vergini Americane | 3 – 0 | Isole Vergini Britanniche | Lionel Roberts Park |

NB: incontro vinto a tavolino da Isole Vergini Americane
| Charlotte Amalie 29 settembre 2006, ore 19:00 UTC-4                     | Rep. Dominicana | 1 – 3                        | Bermuda | Lionel Roberts Park |
| \| \| \| \| \| Faña 85’ \| Marcatori \| 25’ Zuill 48’ Cox 53’ Steede \| |                 |                              |         |                     |
|                                                                         |                 |                              |         |                     |
| Faña 85’                                                                | Marcatori       | 25’ Zuill 48’ Cox 53’ Steede |         |                     |

| Charlotte Amalie 1º ottobre 2006 | Bermuda | 3 – 0 | Isole Vergini Britanniche | Lionel Roberts Park |

NB: incontro vinto a tavolino da Bermuda
| Arbitro: | Travis |

|           |           |                                                 |
| Pierre 7’ | Marcatori | 14’ Corporan 25’ 55’ 82’ 89’ Faña 87’ Rodríguez |

| Pos | Squadra                   | P.ti | G | V | N | P | GF | GS | DR  |
| --- | ------------------------- | ---- | - | - | - | - | -- | -- | --- |
| 1   | Bermuda                   | 9    | 3 | 3 | 0 | 0 | 12 | 1  | +11 |
| 2   | Rep. Dominicana           | 6    | 3 | 2 | 0 | 1 | 10 | 4  | +6  |
| 3   | Isole Vergini Americane   | 3    | 3 | 1 | 0 | 2 | 4  | 12 | -8  |
| 4   | Isole Vergini Britanniche | 0    | 3 | 0 | 0 | 3 | 0  | 9  | -9  |

Bermuda e Rep. Dominicana qualificate alla seconda fase.

### Gruppo 4
| Arbitro: | Forde |

|                                                |           |  |
| Mayard 18’ Fritzson 54’ Pierre 79’ Gracien 90’ | Marcatori |  |

| Arbitro: | Tamayo |

|                                     |           |  |
| Smith 3’ Lamey 22’ 36’ Phillips 31’ | Marcatori |  |

| Kingston 29 settembre 2006, ore 17:00 UTC-5                                                                            | Haiti     | 7 – 1             | Saint Lucia | Independence Park |
| \| \| \| \| \| Jamil 4’ 13’ (rig.) Fritzson 17’ 83’ Chéry 42’ Neol 64’ Mayard 81’ \| Marcatori \| 90’ (rig.) Valcin \| |           |                   |             |                   |
| |           |                   |             |                   |
| Jamil 4’ 13’ (rig.) Fritzson 17’ 83’ Chéry 42’ Neol 64’ Mayard 81’                                                     | Marcatori | 90’ (rig.) Valcin |             |                   |

| Kingston 29 settembre 2006, ore 19:00 UTC-5                   | Giamaica  | 1 – 2              | Saint Vincent e Grenadine | Independence Park |
| \| \| \| \| \| Dean 73’ \| Marcatori \| 49’ John 70’ Velox \| |           |                    |                           |                   |
|                                                               |           |                    |                           |                   |
| Dean 73’                                                      | Marcatori | 49’ John 70’ Velox |                           |                   |

| Arbitro: | Tamayo |

|  |           |                                                            |
|  | Marcatori | 11’ Douglas 26’ 42’ 56’ 76’ 90’ Samuel 52’ John 84’ Haynes |

| Arbitro: | Brizan |

|                      |           |  |
| Smith 9’ Dawkins 31’ | Marcatori |  |

| Pos | Squadra                   | P.ti | G | V | N | P | GF | GS | DR  |
| --- | ------------------------- | ---- | - | - | - | - | -- | -- | --- |
| 1   | Haiti                     | 6    | 3 | 2 | 0 | 1 | 11 | 3  | +8  |
| 2   | Saint Vincent e Grenadine | 6    | 3 | 2 | 0 | 1 | 10 | 5  | +5  |
| 3   | Giamaica                  | 6    | 3 | 2 | 0 | 1 | 7  | 2  | +5  |
| 4   | Saint Lucia               | 0    | 3 | 0 | 0 | 3 | 1  | 19 | -19 |

Haiti e Saint Vincent e Grenadine qualificate alla seconda fase.

### Gruppo 5
| Arbitro: | Stewart |

|                                           |           |               |
| Rivers 5’ (aut.) Moseley 36’ Thompson 86’ | Marcatori | 76’ Whittaker |

| Arbitro: | Campbell |

|                                                         |           |  |
| Alonso 5’ Arencibia 19’ Alcántara 20’ 60’ 75’ Ocaña 86’ | Marcatori |  |

| Arbitro: | Stennett |

|  |           |                          |
|  | Marcatori | 14’ Glinton 72’ Fleuriot |

| Arbitro: | Prendergast |

|                                                   |           |  |
| Alcántara 22’ 50’ 63’ Colomé 30’ (rig.) Ocaña 40’ | Marcatori |  |

| Arbitro: | Campbell |

|                               |           |                 |
| Nassies 59’ Hall 63’ Jean 87’ | Marcatori | 51’ 72’ Glinton |

| Arbitro: | Stewart |

|                                                                  |           |  |
| Alcántara 6’ Ocaña 10’ 34’ Martínez 44’ 57’ Colomé 83’ Muñoz 85’ | Marcatori |  |

| Pos | Squadra        | P.ti | G | V | N | P | GF | GS | DR  |
| --- | -------------- | ---- | - | - | - | - | -- | -- | --- |
| 1   | Cuba           | 9    | 3 | 3 | 0 | 0 | 19 | 0  | +19 |
| 2   | Bahamas        | 6    | 3 | 2 | 0 | 1 | 6  | 9  | -3  |
| 3   | Turks e Caicos | 3    | 3 | 1 | 0 | 2 | 4  | 9  | -5  |
| 4   | Isole Cayman   | 0    | 3 | 0 | 0 | 3 | 1  | 12 | -11 |

Cuba e Bahamas qualificate alla seconda fase.

### Gruppo 6
| Arbitro: | Charles |

|                                                                       |           |  |
| Meslien 23’ (rig.) Girier Du Fournier 44’ Souraya 62’ Saint Louis 86’ | Marcatori |  |

| Arbitro: | Fanus |

|               |           |  |
| Lambourde 76’ | Marcatori |  |

| Arbitro: | Arthur |

|           |           |  |
| Vaton 17’ | Marcatori |  |

| Arbitro: | Willet |

|              |           |  |
| D. Mocka 89’ | Marcatori |  |

| Les Abymes 24 settembre 2006, ore 18:00 UTC-4 | Saint-Martin | 0 – 0 | Dominica | Stade René Serge Nabajoth (500 spett.)\| Arbitro: \| Willet \| |
| Arbitro:                                      | Willet       |       |          |                                                                |

| Arbitro: | Martin |

|                                       |           |  |
| Gotin 27’ 61’ Vertot 53’ D. Mocka 78’ | Marcatori |  |

| Pos | Squadra      | P.ti | G | V | N | P | GF | GS | DR  |
| --- | ------------ | ---- | - | - | - | - | -- | -- | --- |
| 1   | Guadalupa    | 9    | 3 | 3 | 0 | 0 | 6  | 0  | +19 |
| 2   | Martinica    | 6    | 3 | 2 | 0 | 1 | 5  | 4  | -3  |
| 3   | Saint-Martin | 1    | 3 | 0 | 1 | 2 | 0  | 2  | -5  |
| 4   | Dominica     | 1    | 3 | 0 | 1 | 2 | 0  | 5  | -11 |

Guadalupa e Martinica qualificate alla seconda fase.

## Seconda fase

### Gruppo 1
| Bridgetown 19 novembre 2006, ore 18:00 UTC-4               | Bermuda   | 0 – 3                    | Saint Vincent e Grenadine | Barbados National Stadium |
| \| \| \| \| \| \| Marcatori \| 58’ James 66’ 77’ Samuel \| |           |                          |                           |                           |
|                                                            |           |                          |                           |                           |
|                                                            | Marcatori | 58’ James 66’ 77’ Samuel |                           |                           |

| Bridgetown 19 novembre 2006, ore 20:00 UTC-4                            | Barbados  | 2 – 1           | Bahamas | Barbados National Stadium |
| \| \| \| \| \| Forde 38’ Skinner 44’ \| Marcatori \| 76’ (rig.) Jean \| |           |                 |         |                           |
|                                                                         |           |                 |         |                           |
| Forde 38’ Skinner 44’                                                   | Marcatori | 76’ (rig.) Jean |         |                           |

| Bridgetown 21 novembre 2006, ore 18:00 UTC-4                              | Bahamas   | 0 – 4                                   | Bermuda | Barbados National Stadium |
| \| \| \| \| \| \| Marcatori \| 6’ 28’ Smith 11’ Barry Nusum 87’ Steede \| |           |                                         |         |                           |
|                                                                           |           |                                         |         |                           |
|                                                                           | Marcatori | 6’ 28’ Smith 11’ Barry Nusum 87’ Steede |         |                           |

| Bridgetown 21 novembre 2006, ore 20:00 UTC-4                           | Barbados  | 3 – 0 | Saint Vincent e Grenadine | Barbados National Stadium |
| \| \| \| \| \| James 16’ Forde 34’ Ifill 60’ (rig.) \| Marcatori \| \| |           |       |                           |                           |
|                                                                        |           |       |                           |                           |
| James 16’ Forde 34’ Ifill 60’ (rig.)                                   | Marcatori |       |                           |                           |

| Bridgetown 23 novembre 2006, ore 18:00 UTC-4                                          | Bahamas   | 2 – 3                      | Saint Vincent e Grenadine | Barbados National Stadium |
| \| \| \| \| \| Christie 55’ Moseley 65’ \| Marcatori \| 57’ 66’ Samuel 80’ Charles \| |           |                            |                           |                           |
|                                                                                       |           |                            |                           |                           |
| Christie 55’ Moseley 65’                                                              | Marcatori | 57’ 66’ Samuel 80’ Charles |                           |                           |

| Bridgetown 23 novembre 2006, ore 20:00 UTC-4               | Barbados  | 1 – 1           | Bermuda | Barbados National Stadium |
| \| \| \| \| \| Ifill 4’ \| Marcatori \| 42’ Barry Nusum \| |           |                 |         |                           |
|                                                            |           |                 |         |                           |
| Ifill 4’                                                   | Marcatori | 42’ Barry Nusum |         |                           |

| Pos | Squadra                   | P.ti | G | V | N | P | GF | GS | DR |
| --- | ------------------------- | ---- | - | - | - | - | -- | -- | -- |
| 1   | Barbados                  | 7    | 3 | 2 | 1 | 0 | 6  | 2  | +4 |
| 2   | Saint Vincent e Grenadine | 6    | 3 | 2 | 0 | 1 | 6  | 5  | +1 |
| 3   | Bermuda                   | 4    | 3 | 1 | 1 | 1 | 5  | 4  | +1 |
| 4   | Bahamas                   | 0    | 3 | 0 | 0 | 3 | 3  | 9  | -6 |

Barbados e Saint Vincent e Grenadine qualificate alla fase finale. Bermuda accede ai playoff.

### Gruppo 2
| Georgetown 24 novembre 2006, ore 13:00 UTC-4                         | Rep. Dominicana | 0 – 3                              | Guadalupa | Bourda Cricket Ground (5.000 spett.) |
| \| \| \| \| \| \| Marcatori \| 85’ Angloma 88’ D. Mocka 90’ Phaan \| |                 |                                    |           |                                      |
|                                                                      |                 |                                    |           |                                      |
|                                                                      | Marcatori       | 85’ Angloma 88’ D. Mocka 90’ Phaan |           |                                      |

| Georgetown 24 novembre 2006, ore 15:00 UTC-4                                                   | Guyana    | 6 – 0 | Antigua e Barbuda | Bourda Cricket Ground (5.000 spett.) |
| \| \| \| \| \| Richardson 3’ 12’ Jerome 35’ 54’ Codrington 75’ McKinnon 76’ \| Marcatori \| \| |           |       |                   |                                      |
|                                                                                                |           |       |                   |                                      |
| Richardson 3’ 12’ Jerome 35’ 54’ Codrington 75’ McKinnon 76’                                   | Marcatori |       |                   |                                      |

| Georgetown 26 novembre 2006, ore 13:00 UTC-4               | Rep. Dominicana | 2 – 0 | Antigua e Barbuda | Bourda Cricket Ground (5.000 spett.) |
| \| \| \| \| \| Severino 71’ Batista 81’ \| Marcatori \| \| |                 |       |                   |                                      |
|                                                            |                 |       |                   |                                      |
| Severino 71’ Batista 81’                                   | Marcatori       |       |                   |                                      |

| Georgetown 26 novembre 2006, ore 15:00 UTC-4                                         | Guyana    | 3 – 2            | Guadalupa | Bourda Cricket Ground (5.000 spett.) |
| \| \| \| \| \| Codrington 22’ 66’ Richardson 24’ \| Marcatori \| 60’ 86’ D. Mocka \| |           |                  |           |                                      |
|                                                                                      |           |                  |           |                                      |
| Codrington 22’ 66’ Richardson 24’                                                    | Marcatori | 60’ 86’ D. Mocka |           |                                      |

| Georgetown 28 novembre 2006, ore 13:00 UTC-4                               | Antigua e Barbuda | 1 – 3                        | Guadalupa | Bourda Cricket Ground (4.000 spett.) |
| \| \| \| \| \| Gregory 45’ \| Marcatori \| 1’ 72’ Gavarin 31’ Lambourde \| |                   |                              |           |                                      |
|                                                                            |                   |                              |           |                                      |
| Gregory 45’                                                                | Marcatori         | 1’ 72’ Gavarin 31’ Lambourde |           |                                      |

| Georgetown 28 novembre 2006, ore 15:00 UTC-4                                            | Guyana    | 4 – 0 | Rep. Dominicana | Bourda Cricket Ground (4.000 spett.) |
| \| \| \| \| \| Richardson 45’ Jerome 49’ Codrington 57’ Hercules 80’ \| Marcatori \| \| |           |       |                 |                                      |
|                                                                                         |           |       |                 |                                      |
| Richardson 45’ Jerome 49’ Codrington 57’ Hercules 80’                                   | Marcatori |       |                 |                                      |

| Pos | Squadra           | P.ti | G | V | N | P | GF | GS | DR  |
| --- | ----------------- | ---- | - | - | - | - | -- | -- | --- |
| 1   | Guyana            | 9    | 3 | 3 | 0 | 0 | 13 | 2  | +11 |
| 2   | Guadalupa         | 6    | 3 | 2 | 0 | 1 | 8  | 4  | +4  |
| 3   | Rep. Dominicana   | 3    | 3 | 1 | 0 | 2 | 2  | 7  | -5  |
| 4   | Antigua e Barbuda | 0    | 3 | 0 | 0 | 3 | 1  | 11 | -10 |

Guyana e Guadalupa qualificate alla fase finale. Rep. Dominicana accede ai playoff.

### Gruppo 3
| Arbitro: | Stewart |

|              |           |                      |
| Fritzson 88’ | Marcatori | 21’ Márquez 79’ Moré |

| Arbitro: | Small |

|           |           |  |
| Audel 61’ | Marcatori |  |

| Arbitro: | Stennett |

|                                  |           |            |
| Álvarez 4’ 27’ Colomé 40’ (rig.) | Marcatori | 90’ Aroepa |

| Arbitro: | Wood |

|           |           |  |
| Bullet 3’ | Marcatori |  |

| Fort-de-France 12 novembre 2006, ore 16:00 UTC-4              | Suriname  | 1 – 1     | Haiti | Stade d'Honneur de Dillon |
| \| \| \| \| \| Sastrodimedjo 75’ \| Marcatori \| 78’ Jamil \| |           |           |       |                           |
|                                                               |           |           |       |                           |
| Sastrodimedjo 75’                                             | Marcatori | 78’ Jamil |       |                           |

| Fort-de-France 12 novembre 2006, ore 18:00 UTC-4 | Martinica | 0 – 0 | Cuba | Stade d'Honneur de Dillon |

| Pos | Squadra   | P.ti | G | V | N | P | GF | GS | DR |
| --- | --------- | ---- | - | - | - | - | -- | -- | -- |
| 1   | Cuba      | 7    | 3 | 2 | 1 | 0 | 5  | 2  | +3 |
| 2   | Martinica | 7    | 3 | 2 | 1 | 0 | 2  | 0  | +2 |
| 3   | Haiti     | 1    | 3 | 0 | 1 | 2 | 2  | 4  | -2 |
| 4   | Suriname  | 1    | 3 | 0 | 1 | 2 | 2  | 5  | -3 |

Cuba e Martinica qualificate alla fase finale. Haiti accede ai playoff.

## Playoff
| Couva 7 gennaio 2007, ore 16:00 UTC-4                  | Haiti     | 2 – 0 | Bermuda | Ato Boldon Stadium |
| \| \| \| \| \| Cadet 8’ Lormera 72’ \| Marcatori \| \| |           |       |         |                    |
|                                                        |           |       |         |                    |
| Cadet 8’ Lormera 72’                                   | Marcatori |       |         |                    |

| Couva 9 gennaio 2007, ore 17:00 UTC-4                         | Bermuda   | 0 – 3                       | Haiti | Ato Boldon Stadium |
| \| \| \| \| \| \| Marcatori \| 25’ 90’ Cadet 63’ Boucicaut \| |           |                             |       |                    |
|                                                               |           |                             |       |                    |
|                                                               | Marcatori | 25’ 90’ Cadet 63’ Boucicaut |       |                    |

NB: era previsto un girone da tre squadre, partite di sola andata, la prima classificata si qualificava per la fase finale; ma la Rep. Dominicana si ritira per motivi economici, di conseguenza Haiti e Bermuda giocano playoff di andata e ritorno, la vincente si qualifica alla fase finale.
Haiti qualificata alla fase finale.